# 부산 동구청장
부산 동구청장은 부산광역시 동구의 구청장이다. 
부산 동구청장은 정무직 공무원에 보한다.

## 민선 동구청장(1995~)
| 대수     | 이름   | 임기                               | 비고                          |
| -------- | ------ | ---------------------------------- | ----------------------------- |
| 36       | 곽윤섭 | 1995년 7월 1일 ~ 1998년 6월 30일   | 민선 1기                      |
| 37       | 정현옥 | 1998년 7월 1일 ~ 2002년 6월 30일   | 민선 2기                      |
| 38       | 정현옥 | 2002년 7월 1일 ~ 2006년 6월 30일   | 민선2기 재선                  |
| 39       | 정현옥 | 2006년 7월 1일 ~ 2010년 6월 30일   | 민선3기 3선                   |
| 40       | 박한재 | 2010년 7월 1일 ~ 2011년 7월 28일   | 민선 4기 2011년 구청장직 상실 |
| 권한대행 | 이종찬 | 2011년 7월 29일 ~ 2011년 10월 25일 | 민선 4기                      |
| 41       | 정영석 | 2011년 10월 26일 ~ 2014년 6월 30일 | 민선 5기                      |
| 42       | 박삼석 | 2014년 7월 1일 ~ 2018년 6월 30일   | 민선 6기                      |
| 43       | 최형우 | 2018년 7월 1일 ~ 2022년 6월 30일   | 민선 7기                      |
| 44       | 김진홍 | 2022년 7월 1일 ~                   | 민선 8기                      |

## 같이 보기
- 부산 동구청장 선거